# Румен Петков (офицер)
Вижте пояснителната страница за други личности с името Румен Петков.
Румен Любенов Петков е български юрист, офицер, бригаден генерал, военен съдия.

## Биография
Роден е на 31 юли 1961 г. в град Елхово. През 1991 г. завършва право в Софийския университет. Влиза в армията през същата година и му е присвоено звание „старши лейтенант“. Започва работа като следовател във военно-окръжната прокуратура във Варна. Остава там до 1993 г., когато става съдия във военния съд във Варна. От 1 март 2001 г. се премества като съдия във Военно-апелативния съд. На 13 април 2021 г. е избран за административен ръководител на военно-апелативния съд. На 14 май 2024 г. е повишен в чин бригаден генерал. Награждаван е с наградни знаци „За вярна служба под знамената“ – първа степен, „За отлична служба“ – първа степен и с Почетни знаци на министъра на отбраната „Свети Георги“ – втора и първа степен.

## Военни звания
- Старши лейтенант (1991)
- Бригаден генерал (14 май 2024)